# سقط جنین اجباری
سقط جنین اجباری (انگلیسی: Forced abortion) زمانی رخ می‌دهد که مرتکب با زور، تهدید و اجبار باعث سقط جنین شود یا با با بهره‌گیری از ناتوانی زن، با اعمال فشار او را مجبور به رضایت دادن برای سقط جنین بکند. مانند عقیم‌سازی اجباری، سقط جنین اجباری ممکن است شامل تعرض جسمی به دستگاه تولید مثل در زنان باشد.
| قانونی در صورت درخواست                                  |                                                                                                |
|                                                         | بدون محدودیت                                                                                   |
|                                                         | محدودیت بارداری بعد از ۱۷ هفته اول                                                             |
|                                                         | محدودیت بارداری قبل ۱۷ هفته اول                                                                |
|                                                         | محدودیت‌های نامشخص                                                                              |
| از نظر قانونی محدود به موارد زیر است:                   |                                                                                                |
|                                                         | خطر برای زندگی مادر، برای سلامتی او *، تجاوز جنسی *، اختلال جنین *، یا عوامل اجتماعی و اقتصادی |
|                                                         | خطری برای زندگی مادر، برای سلامتی او *، تجاوز جنسی، یا اختلال در جنین                          |
|                                                         | خطر برای زندگی مادر، برای سلامت او *، یا آسیب جنین                                             |
|                                                         | خطر جانی برای مادر *، سلامت *، یا تجاوز جنسی                                                   |
|                                                         | خطری برای زندگی یا سلامتی مادر                                                                 |
|                                                         | خطری برای زندگی مادر                                                                           |
|                                                         | غیر قانونی بدون استثنا                                                                         |
|                                                         | بدون اطلاعات                                                                                   |
| * برای برخی از کشورها یا مناطق در آن دسته اعمال نمی شود |                                                                                                |

## جمهوری خلق چین

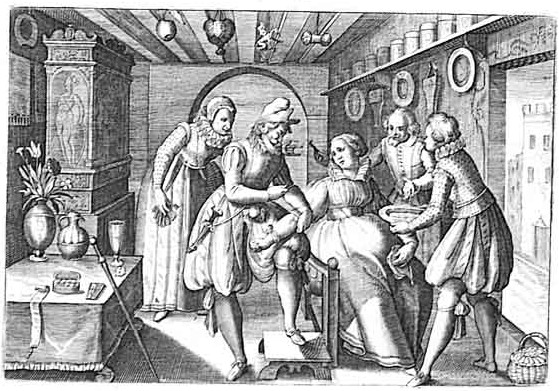
سقط جنین اجباری

در جمهوری خلق چین سقط جنین اجباری همراه با اجرای سیاست تک‌فرزندی اتفاق افتاده‌است. این موارد نقض قوانین چین بوده و سیاست رسمی نیستند. چن گوانگ‌چنگ در سال ۲۰۰۵ میلادی به دلیل افشای سقط جنین و عقیم‌سازی اجباری هفت هزار زن در استان شاندونگ توسط دولت محلی بازداشت شد.